# ميشيل ميتشيل (مسيرة أعمال)
ميشيل ميتشيل (بالإنجليزية: Michelle Mitchell)‏ هي مسيرة أعمال بريطانية، ولدت في 13 مارس 1972.